# Fordoun
Fordoun est une paroisse et un village de l'Aberdeenshire, en Écosse.

## Histoire
Au XIXe siècle, la gare de Fordoun a été ouverte au sud-est de l'église de Fordoun et de la colonie d'origine. Un village s'est développé sur le site de la gare (ouverte en novembre 1849 et fermée en juin 1956),où se trouvaient également de nombreux commerces, mais il ne reste qu'un magasin de ferme saisonnier. Depuis la fondation de la gare, le village anciennement connu sous le nom de Fordoun Station est devenu simplement connu sous le nom de Fordoun et le site de la colonie d'origine a été absorbé par Auchenblae.
Fordoun est connue pour sa pierre symbolique picte dite Fordoun Stone, dans l'église paroissiale à la périphérie d'Auchenblae.
Également dans la paroisse, sur la B966, se trouve un aérodrome désaffecté qui a été actif pendant la Seconde Guerre mondiale.